# Ojmjakon
Ojmjakon er en landsby i den østsibiriske republik Sakha i Rusland med cirka 500 indbyggere. Den anses sammen med Verkhojansk som verdens koldeste beboede sted. Gennemsnitlig minimums- og maksimumstemperatur i januar er henholdsvis −51 °C og −43 °C. Somrene er varme; i juli når temperaturen ofte over 30 °C.

## Etymologi
Ojmjakon er opkaldt efter floden med samme navn. Dette navn kommer fra det evenske ord kheium, som betyder "ufrosset vand" eller "vand som ikke fryser", det vil sige et sted hvor fisk opholder sig om vinteren. Dog, en anden kilde giver modsat resultat, ordbogen for tungusiske sprog mener at det evenske ord heyum (hэjум, kheium fejlstavet) betyder "frossen indsø".